# 빅터 오비나
빅터 은소포 오비나(영어: Victor Nsofor Obinna, 1987년 3월 25일 ~ )는 나이지리아의 전 축구 선수로서, 현역 시절 포지션은 윙어 및 세컨드 스트라이커였다.

## 축구인 경력

### 선수 경력
고국의 플래토 유나이티드와 크와라 유나이티드에서 축구를 시작한 오비나는 FIFA 에이전트 마르셀로 하우스먼의 눈에 띄어 그의 주선으로 이탈리아 세리에 A의 인테르나치오날레, 유벤투스 FC 등의 클럽에서 입단 테스트를 받았고 이후 브라질의 SC 인테르나시오나우과 입단 계약서에 싸인하였으나 불발되었다. 이후 나이지리아로 돌아와 에님바에 입단하였다.
2005년 7월 AC 키에보베로나와 5년 계약을 체결하며 유럽 진출에 성공하였다. 첫 시즌 초반 인테르나치오날레와 키에보 간의 계약 문제로 경기에 나서지 못하였으나 계약 문제를 해소한 이후 26경기에 출전하여 6골을 기록하였다. 2006-07 시즌 키에보의 강등으로 2007-08 시즌은 세리에 B에서 활약하게 되었으나 키에보에 잔류하여 팀을 1시즌 만에 다시 세리에 A로 승격시키는 데 1등 공신 역할을 하였다. 오비나를 꾸준히 지켜봐오던 인테르나치오날레는 당시의 활약에 영입을 결심하고 2008년 여름 이적 시장에서 그를 영입하는 데 성공하였다.
인테르나치오날레에서의 첫 시즌 9경기에 출전하는 데 그치며 주전 경쟁에 어려움을 겪어 말라가와 웨스트햄로 임대 이적하여 활약하였다.
2011년 6월 19일 러시아 프리미어리그의 FC 로코모티프 모스크바로 이적하였다.